# Hollenthon
Hollenthon – zespół muzyczny z Austrii grający  melodic death metal, założony w 1994. W 2007 roku, po 6 latach przerwy Hollenthon wznowił działalność.
Od 2014 roku brak jest doniesień o działalności zespołu.

## Muzycy
Ostatni skład zespołu
- Martin Schirenc - gitara basowa, wokal prowadzący, gitara, instrumenty klawiszowe (1994-2014)
- Mike Gröger - perkusja, instrumenty perkusyjne (1994-2014)
- Martin Molokh - gitara (2007-2014)
- Max Reif - gitara basowa, wokal wspierający (2010-2014)

Byli członkowie zespołu
- Gregor "El Gore" Marboe - gitara basowa, wokal wspierający (2007-2010)

## Dyskografia
- Domus Mundi (1999)
- With Vilest of Worms to Dwell (2001)
- Opus Magnum (2008)[3]
- Tyrants and Wraiths (2009)[4]

## Teledyski
- „Son of perdition” - reżyseria: Roland Rudolph[5]